# Yudo Margono
Yudo Margono (Madiun, Indonesia, 26 de noviembre de 1965) es un almirante de la Armada de Indonesia que actualmente se desempeña como su jefe de personal, habiendo sido nombrado el 23 de mayo de 2020 para reemplazar a Siwi Sukma Adji .

## Educación y primeros años
Yudo Margono nació en Madiun, Java Oriental el 26 de noviembre de 1965. Sus padres eran agricultores. Según él, después de graduarse de la escuela secundaria, junto con varios amigos decidieron inscribirse para unirse a la Academia Militar de Indonesia, aunque fue el único aceptado entre sus amigos. Fue asignado a la Armada de Indonesia y se graduó de la academia en 1988.

## Carrera
Comenzó su carrera en la marina como asistente del oficial de misiles a bordo del KRI YNS, luego fue ascendido a jefe de operaciones a bordo del KRI Ki Hajar Dewantara y oficial ejecutivo de KRI Fatahmah. Luego se le dio el mando de los buques Pandrong, Sutanto y Ahmad Yani. En 2004, fue nombrado comandante de la base naval de Tual, luego en 2008 en Sorong hasta 2010. Entre 2010 y 2012, fue asignado como comandante de escolta y más tarde como oficial de entrenamiento de la Flota del Este. Entre 2014 y 2015, trabajó en el cuartel general naval, antes de ser asignado al mando de la base naval de Belawan.hasta 2016. Ocupó el grado de coronel en 2013, cuando era oficial de entrenamiento. 
Yudo Margono se convirtió en jefe de personal del comando de la flota occidental en 2016-2017, comandante del comando de transporte marítimo militar en 2017-2018, y luego comandante de la flota occidental (reorganizada en la 1.ª flota) en 2018-2019. Después de este mandato, se convirtió en comandante conjunto de la primera región de defensa, directamente bajo el mando del Comandante de las Fuerzas Armadas Nacionales de Indonesia. Había sido ascendido a contraalmirante en diciembre de 2017. 
Como comandante conjunto, Yudo Margono participó en el manejo del brote de COVID-19 en 2020, particularmente los hospitales en la isla Galang y la Villa de Atletas de Kemayoran. Fue nombrado jefe de personal de la marina el 20 de mayo de 2020 y, junto con el nombramiento, fue ascendido a almirante de cuatro estrellas.